# Wodła
Wodła (ros Водла) – rzeka w północno-zachodniej Rosji, w należącej do tego państwa Republice Karelii. 
Długość ok. 149 km, powierzchnia dorzecza 13.700 km², średni przepływ – 130 m³/s.
Wypływa z jeziora Wodłoziero i wpada do jeziora Onega. Nad Wodłą leży rejonowe miasto Pudoż.